# Francisco Martín Pinzón
Francisco Martín Pinzón   (Palos de la Frontera, c. 1445 (Gregorià) - c. 1502 (Gregorià)) fou un navegant i explorador espanyol. Codescobridor d'Amèrica.
És sens dubte el menys recordat dels tres famosos germans Pinzón codescobridors d'Amèrica amb Cristòfor Colom. Va néixer a Palos al voltant de 1445. Era, doncs, el segon dels germans per naixement, després de Martín Alonso, i passava desapercebut, no solament respecte del primogènit, sinó també en relació amb el més petit Vicente Yáñez, molt més emprenedor, per la qual cosa hom se n'oblida, malgrat ser un exemplar col·laborador dels seus germans i, en alguns casos, la seva participació va ser decisiva en diversos viatges.

## Participació en el viatge descobridor
Va ser contramestre, és a dir, segon de bord, a la caravel·la la Pinta quan des d'aquesta es va descobrir Amèrica. Possiblement no va participar en el préstec que els Pinzón van fer a Colom per noliejar aquestes naus -per un total de mig milió de morabatís-, ja que econòmicament mai no va estar tan bé com els seus germans. Però era un marí expert i lleial, que va contribuir amb el seu esforç i coneixement a l'èxit final de l'empresa: el descobriment d'Amèrica quan cercaven una ruta cap a les Índies.
El 21 de novembre de 1492 es va apartar amb la Pinta, al costat del seu germà i capità Martín Alonso, de les altres dues naus. Això va fer que a la tornada de l'expedició l'Almirall Colom el tingués entre les persones non grates. Per això, quan mor Martín Alonso, passa a ocupar el seu sempitern rol de "cabaler" amb Vicente Yáñez.

## Altres expedicions
Amb el seu petit germà va fer diversos viatges a Itàlia i Àfrica al servei de la Corona. El novembre de 1493 va protagonitzar un assalt a la costa d'Alger, al costat de Juan de Sevilla, Rodrigo de Quexo i Fernando Quintero. El 1496 va portar diners i provisions a les tropes espanyoles que combatien a Nàpols. Els Pinzón semblaven haver-se oblidat d'Amèrica.
Tanmateix, el 1498 va participar en el tercer viatge de Colom, en què l'Almirall va arribar per primera vegada al continent. Què havia canviat perquè un Pinzón, oblidant velles picabaralles, s'enrolés en tal viatge? Molt probablement la decisió de Pinzón per enrolar-se en tal viatge, oblidant-se de les picabaralles, era motivada pel desig de la Corona d'acabar amb el monopoli descobridor de Colom i permetre que altres mariners se n'anessin a descobrir. Segurament, aleshores, Vicente Yáñez Pinzón va pensar anar-se'n a descobrir per compte propi, per la qual cosa necessitaria informació de primera mà sobre les navegacions de l'Almirall.
Aquesta informació, per haver participat en el tercer viatge colombí, va ser la importantíssima aportació de Francisco Martín Pinzón en el viatge de Vicente el 1499, quan ambdós, al comandament d'un estol de quatre naus van descobrir el Brasil i el riu Amazones, que seria el viatge descobridor més important des del punt de vista geogràfic de la seva època. Tanmateix va ser un fracàs econòmic, sobretot quan posteriorment es demostrà que les terres brasileres trobades corresponien, pel repartiment que havien acordat Portugal i Castella en el Tractat de Tordesillas, al veí regne lusità.

## Últimes dades i mort
Rodrigo Álvarez, el seu company de moltes expedicions, va declarar el 1514, a causa dels Plets Colombins, que Francisco Martín Pinzón ja era difunt. Segons el seu testimoni, el 1502 Francisco tornà a embarcar amb l'Almirall Colom en el seu quart i definitiu viatge, al qual Rodrigo no va poder anar per quedar-se malalt a Cap Verd, i va ser en aquesta expedició que va morir ofegat.
La seva història personal i familiar és confusa, ja que va tenir diversos parents que portaven el seu mateix nom, per la qual cosa els investigadors solen confondre'ls. Tanmateix, aquesta ambigüitat el permet ser el favorit dels genealogistes, ja que quan busquen entroncar algun hereu amb marins tan il·lustres, és fàcil trobar algun dels diversos Francisco Martín Pinzón. No obstant això, molt probablement va estar casat amb Juana Martín i va tenir almenys una filla, informació que es troba en la documentació com a òrfena i pobra.